# Helmut Kämpfe
Helmut Kämpfe (ur. 31 lipca 1909 w Jenie, zm. 10 czerwca 1944 w Breuilaufa) – niemiecki oficer, SS-Sturmbannführer. 10 czerwca został porwany i zamordowany przez francuski ruch oporu, co stało się pretekstem do masakry w Oradour-sur-Glane.

## Życiorys
Kämpfe dołączył do SS 9 listopada 1939 roku jako SS-Untersturmführer.
Dowodził 3 Batalionem SS-Panzergrenadier-Regiment 4 „Der Führer“ na froncie wschodnim, za co został odznaczony Krzyżem Rycerskim. Dywizja była odpowiedzialna za powieszenie 99 Francuzów 9 czerwca 1944.
Tego samego dnia Kämpfe został schwytany przez francuski ruch oporu z Oradour-sur-Vayres. 10 czerwca 1944 roku doszło do jego egzekucji, a następnie do spalenia jego zwłok. Milicja Francuska doniosła o tym SS-Sturmbannführerowi Adolfowi Diekmannowi. W akcie zemsty 2 Dywizja Pancerna SS wymordowała 642 mieszkańców Oradour-sur-Glan.
Helmut Kämpfe został pochowany na niemieckim cmentarzu wojennym w Berneuil.